# Kai Heerings
Kai Heerings (Amsterdam, 12 gennaio 1990) è un calciatore olandese, centrocampista dell'Ajax Amateurs.

## Carriera
Ha esordito con l'Utrecht in Eredivisie nella stagione 2011-2012.